# Ананьева (деревня)
Ананьева — деревня в Кудымкарском районе Пермского края. Входила в состав Белоевского сельского поселения. Располагается на реке Лопве северо-западнее от города Кудымкара. Расстояние до районного центра составляет 20 км. По данным Всероссийской переписи населения 2010 года, в деревне проживало 87 человек (41 мужчина и 46 женщин).

## История
По данным на 1 июля 1963 года, в деревне проживало 87 человек. Населённый пункт входил в состав Белоевского сельсовета.